# 2006 EX52
2006 EX52, também escrito como 2006 EX52, é um corpo menor que é classificado como um damocloide. O mesmo possui uma magnitude absoluta de 19,9 e tem um diâmetro com cerca de 5 km.

## Descoberta
2006 EX52 foi descoberto no dia 5 de março de 2006, pelo Catalina Sky Survey.

## Órbita
A órbita de 2006 EX52 tem uma excentricidade de 0,939 e possui um semieixo maior de 42,738 UA. O seu periélio leva o mesmo a uma distância de 2,597 UA em relação ao Sol e seu afélio a 82,879 UA.